# Osso Buco
Osso Buco este un fel de mâncare principal, cald, de origine italiană (Milano, Lombardia). Acesta constă într-o felie mai mare de carne cu os (sau două felii mai mici), secționate din piciorul de vițel (partea superioară).
Se prepară prin plasarea feliei de carne întreagă în recipientul cu ulei sau untură încălzită (peste care se presară puțină sare fină) și gătirea la foc mic și cu recipientul acoperit (cu capac) până se frăgezește. Ca garnitură se servește cu orez milanez (Risotto alla Milanese) cu șofran, iar la final se presară cu „Gremolata”, o mixtură italiană de pătrunjel, usturoi și coajă de lămâie rasă.
Există și versiuni de „Gremolata” care conțin roșii uscate și tocate, morcov ras și scortișoară.